# リヴィング・イヤーズ (曲)
「リヴィング・イヤーズ」 (The Living Years) は、マイク・ラザフォード率いるロックバンド、マイク・アンド・ザ・メカニックスの楽曲であり、マイクとB・A・ロバートソン作曲のバラード。1988年12月にイギリスとアメリカで、アルバム「リヴィング・イヤーズ」のセカンドシングルとしてリリースされた。この曲は世界中でヒットし、アメリカの Billboard Hot 100では1989年3月25日に1位に達し、カナダ、オーストラリアでは1位、イギリスでは2位を記録した。また、アメリカのアダルトコンテンポラリーチャートでは4週にわたって1位となった。この曲では、ポール・キャラックがリードヴォーカルをとっている。
今は亡き父親との対立を解決できなかったことに対しての息子の後悔が歌われている。1989年には、ベスト・ソング・ミュージカリー・アンド・リリカリーとしてアイヴァー・ノヴェロ賞を受賞し、1990年にはグラミー賞の最優秀楽曲賞にもノミネートされた。1996年、著名な作曲家であるバート・バカラックは、「『リヴィング・イヤーズ』は、ここ10年で最も素晴らしい歌詞の1つだ」と評した。
2004年、「リヴィング・イヤーズ」は、BMIによって400万回放送され、表彰された。

## 内容
マイク・アンド・ザ・メカニックス・ヴァージョンは、マイク・ラザフォードと、既に死去していた彼の父親との間の意見の相違を題材にしたものであると宣伝された。インタビューにおいて、ラザフォードはこう語っている：
「歌詞はB・A（ロバートソン）によるもので、この曲も彼が経験したことについてのものなんだ。彼は父親を失い、歌詞は父親が死ぬ前、彼との間のコミュニケーションが足りなかったということをうたっている。そして、彼が父親を失った直後に子供を授かったという皮肉もある」

## ミュージックビデオ
ミュージックビデオは、ティム・ブロードによって監督され、1989年1月に公開された。1988年10月に、イングランド、ウェスト・サマーセットの、ポーロック・ウィアーやカルボーンに近い場所で撮影が行われた。ビデオには、マイク・ラザフォードと彼の当時8歳であった息子のトムが登場する。コーラスは聖歌隊によるものである。

## カヴァー
日本の歌手、島田歌穂が、『FRIENDS ～The Living Years～』としてカヴァーしており、『HOTEL』（TBSテレビ）主題歌として起用された。

## チャート
| チャート (1988–1989年)               | 最高 順位 |
| ------------------------------------ | --------- |
| オーストラリア (ARIA)                | 1         |
| オーストリア (Ö3 Austria Top 40)     | 18        |
| ベルギー (Ultratop 50 Flanders)      | 25        |
| カナダ (RPM)                         | 1         |
| ドイツ (メーディア・コントロール)    | 13        |
| アイルランド (IRMA)                  | 1         |
| オランダ (Dutch Top 40)              | 20        |
| ニュージーランド (Recorded Music NZ) | 11        |
| ノルウェー (VG-lista)                | 10        |
| スウェーデン (Sverigetopplistan)     | 18        |
| イギリス (全英シングルチャート)      | 2         |
| US Billboard Adult Contemporary      | 1         |
| US Billboard Hot 100                 | 1         |
| US Billboard Mainstream Rock Tracks  | 5         |